# Шверубович, Вадим Васильевич
Вадим Васильевич Шверубович (28 июля 1901, Москва — 13 июня 1981, там же) — русский и советский театральный деятель, педагог, мемуарист. Заслуженный деятель искусств РСФСР (1948).

## Биография
Сын В. И. Качалова и Н. Н. Литовцевой. Вырос в театральной среде, в доме родителей часто гостили (иногда жили по два-три месяца) провинциальные актёры, некоторые из них раньше служившие в МХТ: Д. А. Шенберг-Дмитриев (брат А. А. Санина, по первой профессии — врач-акушер и принимавший при появлении на свет Вадима), В. П. Веригина и др., бывали режиссёр Л. Сулержицкий, писатель Максим Горький. Во время событий 1905 года в Москве сам Вадим около двух недель прожил в квартире К. С. Станиславского.
В семье любили розыгрыши: часты были опрокидывающиеся на голову кувшины с водой, испачканные сажей полотенца, чтобы умывавшийся вышел с чёрными пятнами на лице, куски льда в постели, щётки под простынёй, напудренные угольной пылью двое проснувшихся людей, которые покатывались от хохота, показывая пальцами друг на друга…
Родители разделяли прогрессивно-революционные взгляды, отец, сам считавший себя марксистом и социал-демократом, несколько раз принимался убеждать Вадима в необходимости народовластия. К отцу приходили известные революционеры А. А. Сольц и Б. И. Гольдман. Несмотря на это, Вадим искренне верил в монархию, чем шокировал отца и его окружение.
Учась в гимназии, Вадим имел плохие оценки по математике, не обнаруживал таланта или даже намёка на литературные способности. Несмотря на уроки отца и даже В. И. Немировича-Данченко провалился на ученическом спектакле.
Хотел стать военным, отец, Василий Иванович, писал в дневнике: «Огорчает отвратительный милитаризм Димки».
В 1919 году окончил гимназию.

### Гражданская война
Вместе с группой актёров МХТ и родителями отбыл на гастроли театра на юг России. В занятом белыми Харькове решил вступить в Белую армию, «чтобы понять её и, если она всё-таки „вандея“, — перейти к красным, чтобы быть там, где возникнет и когда возникнет „русский Бонапарт“». Участник Гражданской войны в рядах Добровольческой армии. Служил в кавалерийских частях. В своих воспоминаниях описал ужасающие картины разложения воинских частей, разгула анархии и т. п.
Отступая с частями Белой армии, оказался на Кубани, где заболел возвратным тифом и чуть не умер. Во время третьего приступа болезни был перевезён в Екатеринодар, где в это время в составе гастролирующей группы артистов МХТ оказались его родители. В феврале 1920 года его, больного, случайно обнаружили общие знакомые и помогли воссоединиться с семьёй.

мать, которая всю ночь сидела около меня, заметила, что я очень вспотел, градусник показал, что у меня 35 с чем-то. Тогда она накапала мне двадцать пять — тридцать капель и дала выпить. При всей своей слабости я почувствовал, что выпил что-то не то. Оказалось, что мать дала мне принять сильный раствор карболки. Началась, конечно, паника. Весь дом принимал во мне то или иное участие: несли молоко, искали врача, бегали в аптеку, только отец был как-то странно, напряжённо спокоен. Когда мать, которая была, конечно, в самом невероятном отчаянии, бросилась к нему с исступленным воплем: «Что делать?» — он сказал с неожиданным уверенным самообладанием: «Пойми ты: чтобы мать ждала с фронта сына, о котором несколько месяцев ничего не знала, и чтобы она в первую же ночь его отравила… это такая безвкусная мелодрама, которой быть не может. Этого не может быть». И мать успокоилась
По представлению труппы Вадим Шверубович получил паспорт на имя артиста Вадимова, работал как помощник режиссёра и сотрудник постановочной части.
Через Новороссийск на итальянском судне морским путём в составе «Качаловской группы» прибыл в Поти. Лето провёл в Грузии, потом вместе с труппой и родителями отправился в Москву, по предложению советских властей через Турцию, Болгарию, европейские страны (прямой путь через юг России был очень опасен). В пути группа давала представления, возвращение затянулось и состоялось только в 1922 году.

## В Советской России
Участник зарубежных гастролей МХАТ 1922—1924 годов.
С 1926 года работал как заведующий постановочной частью ряда театров — Ленинградского академического драматического, с 1930 по 1932 год — Студии Малого театра, с 1932 — заместитель заведующего, затем — заведующий постановочной частью МХАТ. Был высоко ценим К. С. Станиславским и В. И. Немировичем-Данченко.

### Великая Отечественная война
Как работник МХАТ Шверубович имел бронь, но с началом Великой Отечественной войны ушёл в ополчение (17-я дивизия народного ополчения Москворецкого района Москвы). Оказавшийся с ним в одной части В. Перцов упоминал его, единственного, в своих письмах домой из части:

Среди наших ополченцев встречаются довольно неожиданные личности: так, например, один из взводов почти целиком составлен из сотрудников Художественного театра, в основном из технического персонала, хотя есть и несколько самых мелких артистов. Задаёт тон в этой компании Шверубович, сын Качалова, 40-летний здоровый детина, довольно похожий на отца.— Путь ополченца. Почти ежедневные письма
Попал в плен в котле под Вязьмой. Совершил успешный побег из лагеря для военнопленных и через перевал Сен-Готард пробрался в Италию, где был укрыт в горном монастыре бенедиктинцев. Участвовал в движении Сопротивления.
По окончании войны был разыскан по запросам отца, обращавшегося лично к Сталину, в лагере для бывших военнопленных в Модене, вернулся на родину, но был арестован НКВД. Однако благодаря заступничеству отца вскоре был выпущен и вернулся на работу во МХАТ.

### Педагогическая деятельность
С 1946 года преподавал в Школе-студии имени В. И. Немировича-Данченко, где с 1954 года возглавлял постановочный факультет (после кончины его основателя И. Я. Гремиславского).
Один из основателей театра «Современник» (1956), вышедшего из недр Школы-студии МХАТ.
Похоронен на Новодевичьем кладбище рядом с родителями (2 уч. ряд 17а).

## Жизненное кредо
Мне выпала на долю довольно сложная жизнь. Жизнь суровая, к которой я совсем не был подготовлен своим воспитанием. Тем, что я через всё это (Гражданская война, война с Германией в рядах Красной Армии, плен, побег и партизанская война в рядах итальянских партизан, а затем репатриация в условиях сталинского отношения к военнопленным) прошёл без существенного морального и физического ущерба, я обязан только и исключительно Христовой вере, главным образом — христианской этике.

## Семья
- Внебрачный сын от актрисы МХАТ Ольги Оскаровны Бартошевич — шекспировед, театровед Алексей Бартошевич[7].

- Жена — Елена Владимировна Дмитраш, солистка балета Большого театра, позже педагог-репетитор Музыкального театра имени Станиславского и Немировича-Данченко[8].
  - Дочь — Мария Шверубович (1949—2018) — актриса. В 1970 году окончила школу-студию МХАТ. В 1970—1980-е годы — актриса Московского театра «Современник», много лет работала на радио[9][10].
    - Внучка — Ольга Борисовна Любимова, министр культуры РФ с 2020 года.

## Награды
- Орден «Знак Почёта» (26 октября 1948 года) — за выдающиеся заслуги в развитии советского театрального искусства и в связи с пятидесятилетием со дня основания Московского орденов Ленина и Трудового Красного Знамени Художественного Академического театра СССР имени М. Горького[11].
- Заслуженный деятель искусств РСФСР (26 октября 1948 года) — за выдающиеся заслуги в развитии советского театрального искусства и в связи с пятидесятилетием со дня основания Московского орденов Ленина и Трудового Красного Знамени Художественного Академического театра СССР имени М. Горького[12].

## Мемуары
- Шверубович В. В. О людях, о театре и о себе. — М.: Искусство, 1976. — 431 с.[13]
- Шверубович В. В. О старом Художественном театре. — М.: Искусство, 1990. — 672 с. — ISBN 5-210-00177-6[14].
- Шверубович В. В. ДОБРОТВОРЕНИЕ — радость немедленная и длительная / Публикация А. Бартошевича. — Газета «Экран и сцена».
- Памятка мебельщика-реквизитора. — 1947[15].
- Режиссёр и оформление спектакля. — 1965[16].